# Blaoui Houari
Blaoui Houari (en árabe: بلاوي الهواري‎, romanizado: Blawī al-Hwārī; 23 de enero de 1926-19 de julio de 2017) fue un cantautor y compositor argelino. A lo largo de su carrera, grabó más de 900 canciones y lanzó más de 100 álbumes.

## Primeros años
Houari nació el 23 de enero de 1926 en Orán, Argelia occidental, entonces Argelia francesa. Su padre, dueño de un bar en Orán, tocaba la kuitra. Houari dejó la escuela a los 13 años para trabajar para su padre.

## Carrera
Houari comenzó su carrera como cantautor en la década de 1940, cuando tocó música por primera vez en bodas y ceremonias de circuncisión. También compuso canciones y tocó el piano, la guitarra, la mandolina y el acordeón. Lanzó su primer álbum en 1955, que incluía una versión de la canción de Benyekhlef Boutaleb, «Rani M'hayer». En 1986, lanzó Dikrayat Wahran, un álbum sobre Orán. A lo largo de su carrera, grabó más de 900 canciones y lanzó más de 100 álbumes.
Junto a Ahmed Wahby, Houari cofundó El Asri, un estilo musical que combinaba la música árabe tradicional con el ritmo beduino y el dialecto oranés. Por ejemplo, convirtió los poemas de Abdelkader El-Khaldi en canciones.
Durante la Guerra de Argelia, Houari fue arrestado por el ejército francés y detenido en Sig por sus canciones pro-argelinas. Cuando Argelia se convirtió en una nación independiente en 1962, Houari se convirtió en el jefe de las emisoras públicas de radio y televisión de Orán. En 1970, dirigió la Orquesta Nacional de Argelia en la Expo '70 en Osaka, Japón.

## Muerte y legado
Houari falleció el 19 de julio de 2017 en Orán, a la edad de 91 años. Fue enterrado en el cementerio Ain El Beida de Orán.
Houari es considerado el «precursor de la música raï». De hecho, su música influyó en muchos artistas de raï, entre ellos Khaled, quien cantó algunas de sus canciones, así como en Houari Benchenet y Cheb Mami.